# Chrám svatého Jana Křtitele (Pskov)
Chrám svatého Jana Křtitele (rusky Собор Иоанна Предтечи) je pravoslavný chrám v ruském Pskově, zapsaný v rámci chrámů pskovské architektonické školy na seznam světového dědictví UNESCO.
Vystavěn byl v novgorodském stylu ve 12. století na levém břehu řeky Velikaja, naproti Pskovského kromu. Po několik staletí chrám sloužil jako hrobka pskovských kněžen, které přijaly řeholi. Jeho minimalistická fasáda neobsahuje prakticky žádné dekorace.
Původně byl součástí kláštera sv. Jana Křtitele, zrušeného roku 1923. V současnosti spadá pod Krypecký klášter (22 km od Pskova).

## Historie
Přesné datum výstavby chrámu není známo a je dlouhodobě předmětem sporů různých badatelů. Podle tradice byl klášter sv. Jana Křtitele založen manželkou knížete Jaroslava Vladimiroviče Jefrosinií Rogvolodovnou, která měla být první představenou kláštera.
Někteří badatelé však podle rozměrů cihel téměř totožných s cihlami použitými při stavbě chrámu sv. Jana Křtitele na opuce v Jaroslavově dvorci ve Velikém Novgorodu soudí, že budova mohla vzniknout na popud novgorodského knížete Vsevoloda Mstislaviče.
Jisté je jen to, že první písemná zmínka o chrámu sv. Jana Křtitele pochází z roku 1243, kdy byl svatostánek zmíněn v souvislosti s místem posledního odpočinku kněžny Jefrosinie. Další písemné zmínky pocházejí z roku 1433 (požár), 1510 (udělení privilegií) a 1615 (dobytí kláštera vojsky Gustava II. Adolfa).
Roku 1693 patřilo klášteru 64 zemědělských usedlostí. V polovině 18. století však byl již klášter v úpadku, žilo zde pouze 5 sester.
V 19. století došlo ke klášteře k intenzivní výstavbě, během které byl přestavěn i chrám sv. Jana Křtitele - s úmyslem zlepšit osvětlení byla část oken zvětšena, část zazděna. Kromě toho vznikla také v interiéru bohatá štuková výzdoba, zchátralý přídělek sv. Ondřeje byl zbourán a postaven zcela nový.
Roku 1923 Prezidium výkonného výboru Pskovské gubernie rozhodlo o uzavření kláštera a předání objektů závodu Proletář. O rok později byly roztaveny zvony, v roce 1925 byl v chrámu zřízen klub pro závodní dělníky.
Během 2. světové války byl chrám poškozen, avšak nijak zásadně. Na přelomu 40. a 50. let byla provedena částečná restaurace objektu, přičemž byly odstraněny veškeré zásahy z 19. století, vč. přídělku sv. Ondřeje. Po dokončení obnovy byl objekt využíván jako sklad uhlí a později jako sklad papíru pro oblastní tiskárnu.
Další opravy byly provedeny v 70. letech a v 90. letech, kdy byl chrám předán zpět do rukou církve. Od roku 2007 jej spravuje Krypecký klášter.

## Galerie

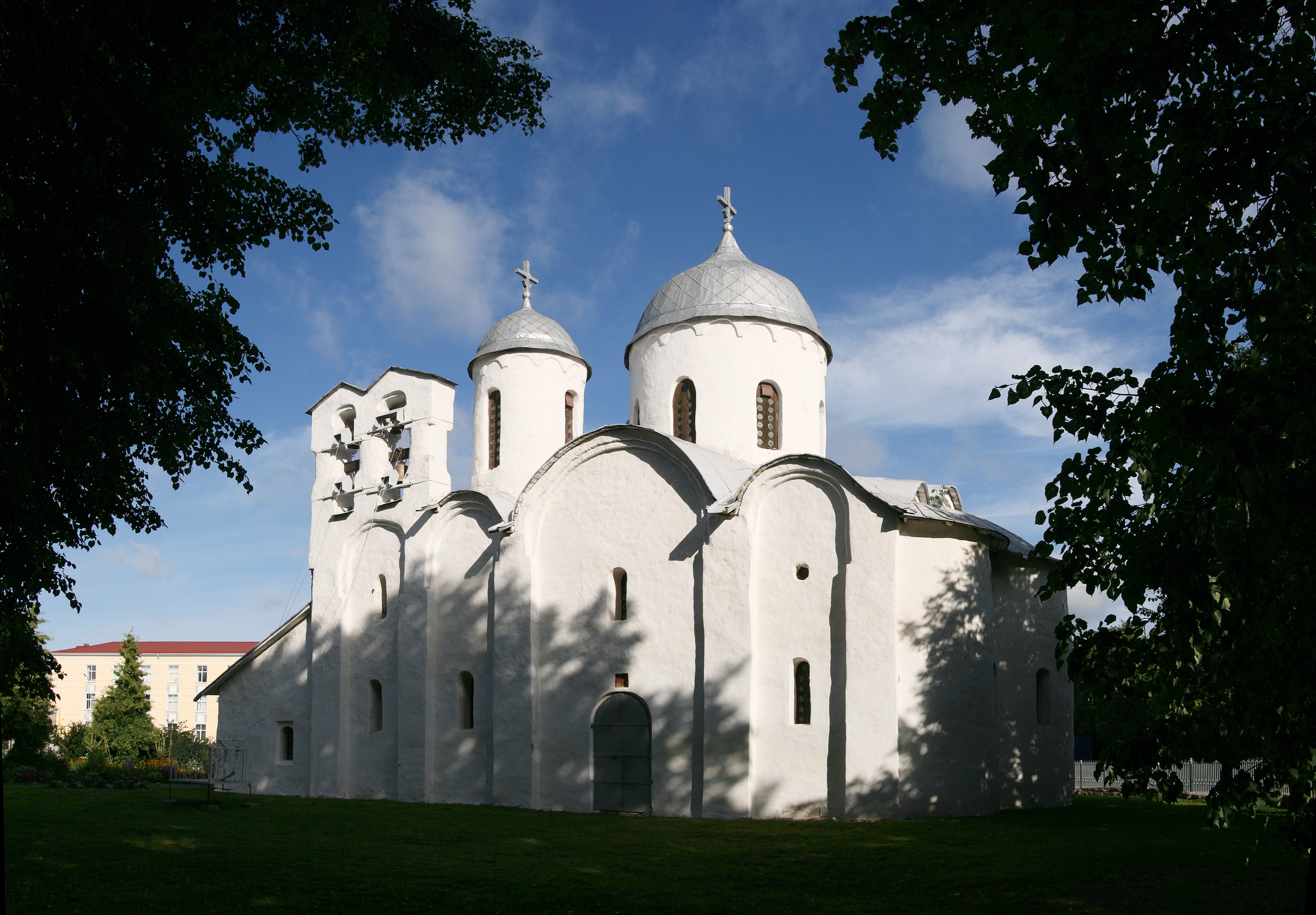
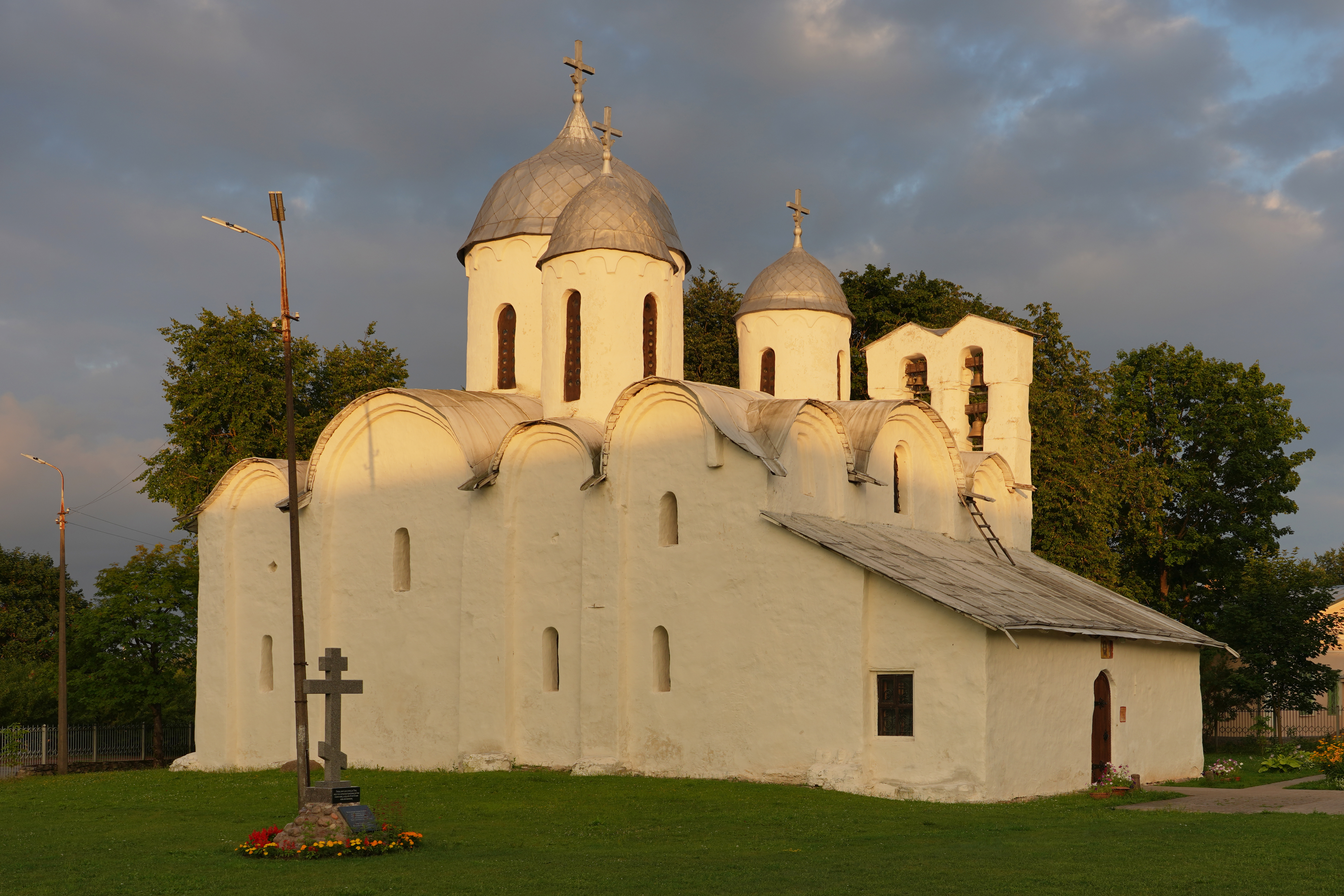
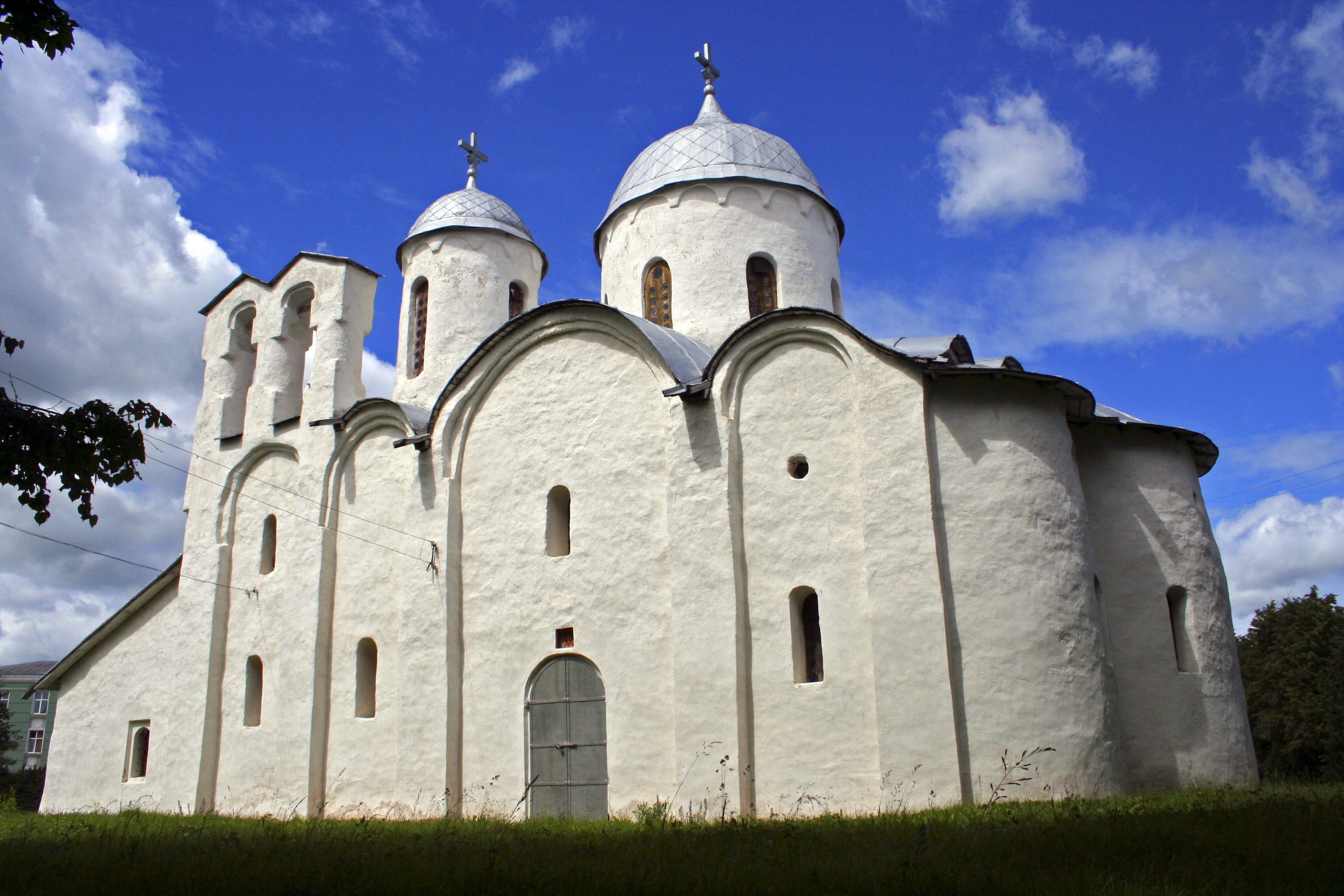
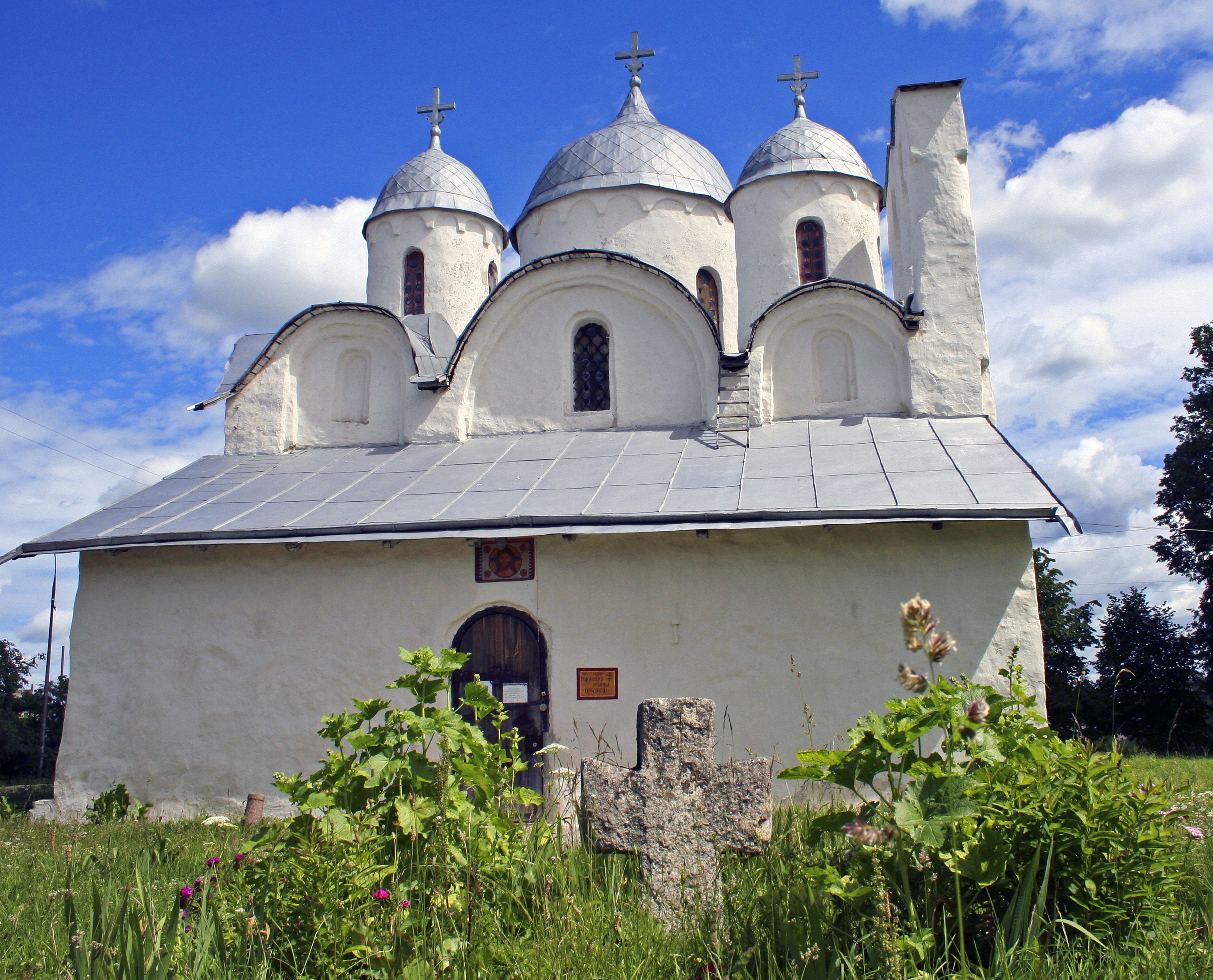
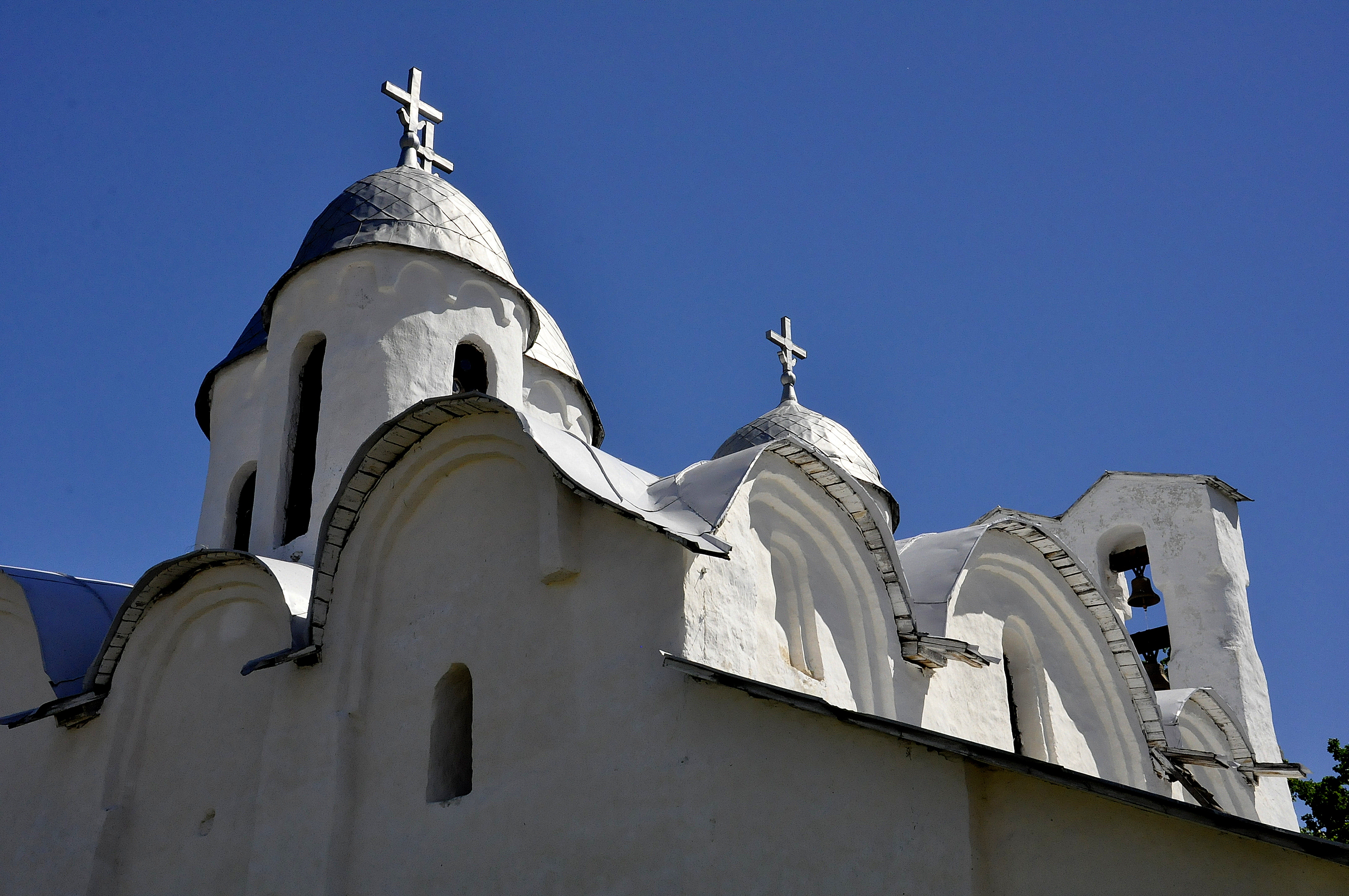